# Bentley Arnage
Bentley Arnage je luxusní sedan vyráběný firmou Bentley v letech 1998 až 2009. Bentley Arnage byl vyráběn současně s koncernovým dvojčetem Rolls-Royce Silver Seraph. Na základě modelu Arnage byl v roce 2002 vytvořen oficiální automobil pro britskou královnu Alžbětu II.

## Data

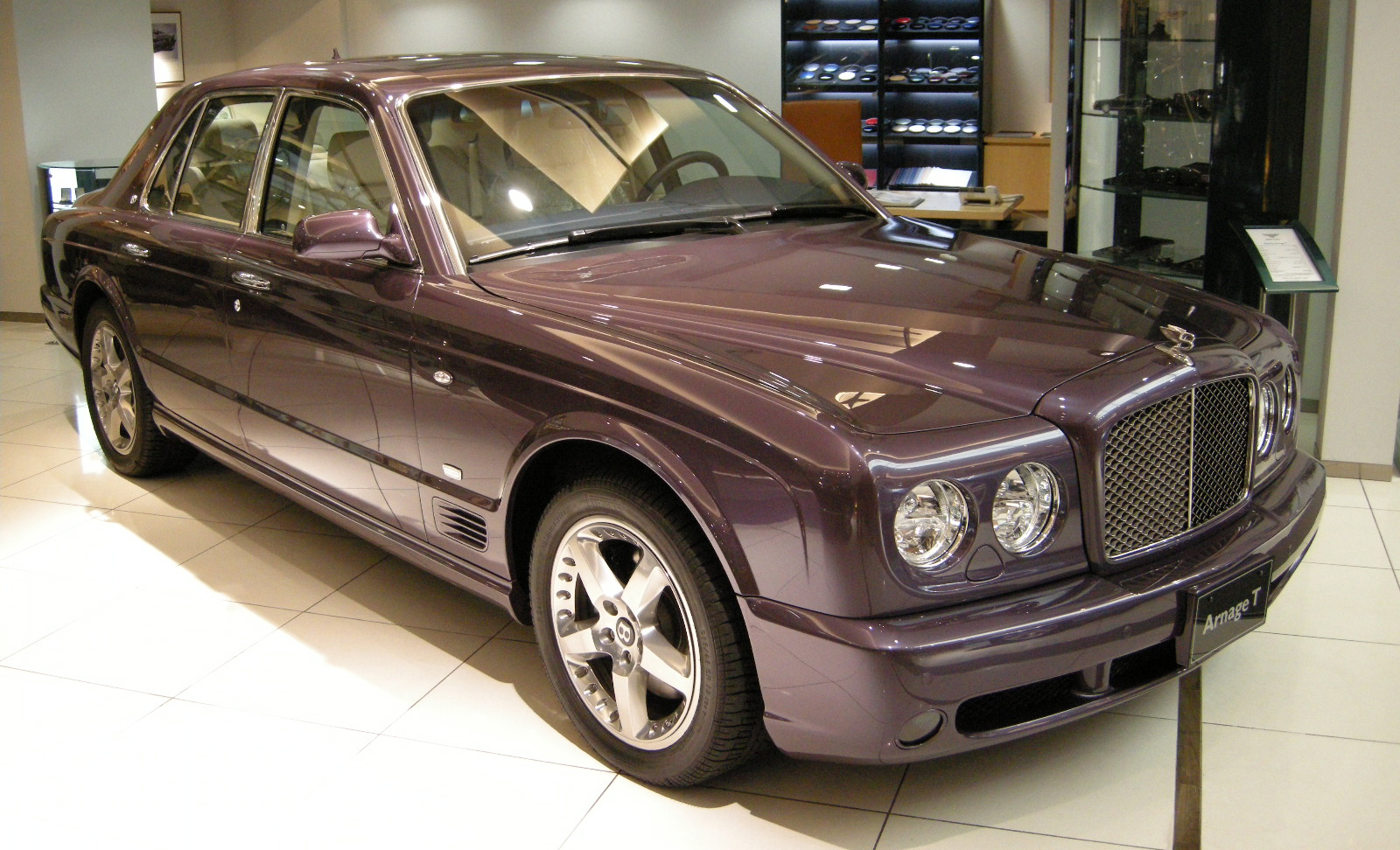
2007 Bentley Arnage

Arnage T
- 507 hp
- 0-100 km/h: 5.5 s
- 288km/h

Arnage R a Arnage RL
- 460 hp
- 0-100 km/h: 5.8 s
- 270 km/h